# Christian d. 4. og Forræderen
Christian d. 4. og Forræderen eller Væbner Oluf og Ridder Gynges Datter, Elise er en dansk stum dramafilm fra 1911 produceret af Nordisk Films Kompagni. Filmens instruktør er ukendt.
Filmen havde dansk premiere den 23. februar 1911 i Løvebiografen. 

## Handling
Ridder Gynges smukke datter er forelsket i den unge, kvikke og flotte væbner Oluf. Oluf er imidlertid fattig som en kirkerotte, og Ridder Gynge vil ikke have ham til svigersøn. Ridder Gynge vil i stedet have, at Elise gifter sig med kaptajn Gottlob, som Elise imidlertid ikke kan udstå. Oluf bliver optaget i Kongens garde, og han afslører i tjenesten Gottlob som forræder, og Christian IV gør herefter Oluf til officer. 
Krigen afsluttes, og kongen holder stor fest på slottet, hvor også Oluf er inviteret. Ridder Gynge er dog fortsat ikke tilfreds med at have Oluf som svigersøn, og han hænger med hovedet. Kongen, der er meget opmærksom på Oluf efter dennes heltedåd, får forklaret, årsagen til Olufs bekymringer. Han slår herefter Oluf til ridder, og nu kan Ridder Gynge ikke længere nægte Oluf Elises hånd.

## Medvirkende
- Edith Buemann
- Ella la Cour
- Lauritz Olsen
- Gustav Lund
- Valdemar Møller
- Doris Langkilde
- Carl Petersen